# Шекспир: Великие комедии и трагедии
«Шекспир: Великие комедии и трагедии», или «Шекспир: Анимационные истории» (англ. Shakespeare: The Animated Tales) — совместная британско-советская (позже российская) антология мультфильмов по мотивам произведений Уильяма Шекспира. Производство студии «Кристмас Филмз» (Россия) и общественного телеканала S4C (англ., Уэльс). Сериал находился в разработке с 1989 по 1994 год. Премьера первого сезона состоялась 9 ноября 1992 года на телеканале BBC Two. Сериал получил высокие оценки зрителей и критиков, обладатель трёх премий «Эмми».

## История создания
Идея сериала принадлежит Кристоферу Грэйсу, главе мультипликационного подразделения уэльского телеканала S4C. Не желая связываться с диснеевским типом мультипликации, который он считал излишне китчевым, а также уже имея опыт сотрудничества со студией «Союзмультфильм» («В поисках Олуэн» режиссёра Валерия Угарова), Грэйс обратился за помощью к «единственной стране, где могли следовать нужному нам стилю, где могли подступиться с иного ракурса, стране, для которой Шекспир значит столь же много, сколько и для нас». По другой версии, инициатива исходила от главного редактора студии «Кристмас Филмз» Елизаветы Бабахиной.
Сценарий был предварительно написан английским автором Леоном Гарфилдом (англ.), уже имевшим дело с адаптацией шекспировских пьес для детей. На этот раз ему предстояло переписать пьесы под 30-минутный сериальный формат. Текст был озвучен на студии BBC Cymru Wales английскими актёрами (среди них Бернард Хилл, Зои Уонамейкер, Пит Постлетуэйт, Фиона Шоу, Брайан Кокс) в присутствии Гарфилда и советских режиссёров, доставивших записи в Москву.
В декабре 1989 года была создана «Кристмас Филмз», штат которой составили опытные сотрудники «Союзмультфильма», «Мульттелефильма», «Арменфильма» и Свердловской киностудии, где и были сняты все серии. Курировал работу креативный директор Дэйв Эдвардс, с которым приходилось согласовывать все эскизы и раскадровки, что вызывало недовольство некоторых режиссёров. Кроме того, английская сторона требовала буквального следования сценарию, в то время как советские мультипликаторы стремились привнести в работу своё авторское видение. Впрочем, по словам Елизаветы Бабахиной, Эдвардс обеспечивал дисциплину и помог команде уложиться в нужные сроки.
Отличительной чертой проекта стало разнообразие мультипликационных стилей и режиссёрских приёмов. Помимо рисованной техники была также использована кукольная мультипликация и живопись по стеклу (в случае «Как вам это понравится» Алексея Караева — с применением акварели). И хотя британцы ожидали увидеть простое, доступное кино, рассчитанное на школьников и студентов, мультипликаторы часто прибегали к всевозможным иносказательным и выразительным приёмам. Приходилось идти на взаимные уступки, но в итоге всё же удалось преодолеть рамки «формата» и создать 12 непохожих друг на друга экранизаций.

## Выход на экраны
Сериал получил довольно широкую огласку. В частности, принц Чарльз положительно отозвался о проекте, который, по его мнению, «поможет донести шекспировскую мудрость, знания, его всеохватывающий взгляд на человечество до миллионов людей во всём мире». Первый сезон был показан в 1992 году, второй — в 1994 году. Позднее расширенная версия сценария, иллюстрированная рисунками из мультфильма, была разослана по английским образовательным учреждениям, став «одним из самых распространённых пособий в британских начальных и средних школах».
Антология прошла по экранам более чем 50 стран мира. В США сериал был закуплен телеканалом HBO. В России дубляж осуществила всё та же «Кристмас Филмз». Первые шесть серий показал телеканал «РЕН-ТВ», позже эти серии были выпущены на видеокассетах кинообъединением «Крупный план», а полностью проект выпустила на DVD компания «Союз-Видео» в 2005 году.

## Список серий

### Сезон 1

#### Сон в летнюю ночь
- Дата выхода: 9 ноября 1992
- Вид мультипликации: рисованная
- Режиссёр: Роберт Саакянц
- Художники-постановщики: Роберт Саакянц, Елена Пророкова
- Композитор: Михаил Меерович

#### Буря
- Дата выхода: 16 ноября 1992
- Вид мультипликации: кукольная
- Режиссёр: Станислав Соколов
- Художник-постановщик: Елена Ливанова
- Композитор: Юрий Новиков

#### Макбет
- Дата выхода: 23 ноября 1992
- Вид мультипликации: рисованная
- Режиссёр: Николай Серебряков
- Художники-постановщики: Владимир Морозов, Ильдар Урманче
- Композитор: Геннадий Гладков

#### Ромео и Джульетта
- Дата выхода: 30 ноября 1992
- Вид мультипликации: рисованная
- Режиссёр: Ефим Гамбург
- Художник-постановщик: Игорь Макаров
- Композитор: Павел Овсянников

#### Гамлет
- Дата выхода: 7 декабря 1992
- Вид мультипликации: живопись по стеклу
- Режиссёр: Наталья Орлова
- Художники-постановщики: Наталья Демидова, Пётр Котов
- Композитор: Юрий Новиков

#### Двенадцатая ночь
- Дата выхода: 14 декабря 1992
- Вид мультипликации: кукольная
- Режиссёр: Мария Муат
- Художник-постановщик: Ксения Прыткова
- Композитор: Максим Кравченко

### Сезон 2

#### Ричард III
- Дата выхода: 2 ноября 1994
- Вид мультипликации: живопись по стеклу
- Режиссёр: Наталья Орлова
- Художник-постановщик: Пётр Котов
- Композитор: Юрий Эрикона

#### Укрощение строптивой
- Дата выхода: 9 ноября 1994
- Вид мультипликации: кукольная
- Режиссёр: Аида Зябликова
- Художник-постановщик: Ольга Титова
- Композитор: Игорь Красильников

#### Как вам это понравится
- Дата выхода: 16 ноября 1994
- Вид мультипликации: живопись по стеклу
- Режиссёр: Алексей Караев
- Художник-постановщик: Валентин Ольшванг
- Композитор: Александр Пантыкин

#### Юлий Цезарь
- Дата выхода: 30 ноября 1994
- Вид мультипликации: рисованная
- Режиссёр: Юрий Кулаков
- Художники-постановщики: Виктор Чугуевский, Галина Мелько
- Композитор: Игорь Красильников

#### Зимняя сказка
- Дата выхода: 7 декабря 1994
- Вид мультипликации: кукольная
- Режиссёр: Станислав Соколов
- Художник-постановщик: Елена Ливанова
- Композитор: Юрий Эрикона

#### Отелло
- Дата выхода: 14 декабря 1994
- Вид мультипликации: рисованная
- Режиссёр: Николай Серебряков
- Художник-постановщик: Николай Серебряков
- Композитор: Микаэл Таривердиев

## Награды
- 1993 год — Прайм-таймовая премия «Эмми» (две премии) за выдающиеся индивидуальные достижения в анимации (эпизод «Гамлет»), отдельно награждены художники-постановщики Наталья Демидова и Пётр Котов, а также художники-мультипликаторы Сергей Глаголев и Дмитрий Новосёлов[6]
- 1994 год — премия BAFTA Cymru за лучший мультфильм, вручена креативному директору Дэйву Эдвардсу[7]
- 1994 год — премия CableACE Award лучшему ведущему развлекательной программы, награждёны актёр Робин Уильямс и американский телеканал HBO[7]
- 1996 год — Прайм-таймовая премия «Эмми» за выдающиеся индивидуальные достижения в анимации, вручена художнику-мультипликатору Наталье Дабижа за работу над эпизодом «Зимняя сказка»[8]
- 1997 год — приз Silver Spire Международного кинофестиваля в Сан-Франциско за лучшую телевизионную программу для детей, вручён продюсеру Ренату Зиннурову за эпизод «Зимняя сказка»[7]